# Expédition de l'Est
Révolte des Taiping
Dans l'historiographie de la révolte des Taiping, l'expédition de l'Est regroupe les efforts militaire du royaume céleste de Taiping pour avancer vers l'aval du fleuve Yangtze, dans les provinces de Jiangsu, Anhui et Zhejiang. L'essentiel de cette zone est finalement occupée par les Taiping, mais ils ont été repoussés à plusieurs endroits, en particulier dans la ville de Shanghai. Après le soulèvement de Jintian dans la province méridionale du Guangxi et le début des hostilités ouvertes, les forces de Taiping ont attaqué et capturé Nanjing dans le centre de la Chine en 1853. L' expédition de l'Ouest capture des villes le long du fleuve Yangtze comme Zhenjiang et Anqing.
Lorsque Hong Rengan est arrivé à Tianjing en 1859, il est devenu l'un des plus hauts responsables militaires. Hong utilise une stratégie pour détourner l'attention de l'armée impériable de Tianjing en attaquant des zones à l'est comme Hangzhou et Suzhou. Ensuite, les forces de Taiping contre-attaquent contre les armées Qing assiégeant la capitale, parvenant à briser le siège. En 1860, lors de la deuxième déroute, les forces du groupe d'armées Jiangnan (1860) Taiping capturent les villes suivantes : Changzhou (26 mai), Wuxi (30 mai), Suzhou (2 juin), Wujiang (13 juin), Jiaxing (15 juin). Ningbo est capturé par les Taiping en décembre 1861. Les armées Taiping avancent vers Shanghai en 1861, mais sont repoussées avec l'aide de mercenaires étrangers comme l'Armée toujours victorieuse.